# Calepio
Calepio (in latino Calepius; fl. 432) è stato un politico romano dell'Impero romano d'Occidente.
Fu console romano nel 432, designato dalla corte occidentale, e collega di Ardaburio, designato dalla corte orientale.